# Кабанья (река, впадает в Байкал)
Кабанья — река в России, протекает по Бурятии, в Северобайкальскому району, в Баргузинском заповеднике. Впадает в озеро Байкал.

## География
Длина реки составляет 72 км. Берёт начало в Баргузинском хребте и течёт на запад.
Поселения на берегах реки отсутствуют. С левой стороны от устья, у берега Байкала, располагается зимовье.
Река впадает в озеро Байкал с востока, в районе мыса Кабаний. Протекает преимущественно в гористой местности, устье низменное. Климат резко континентальный.

## Притоки
По расстоянию от устья:
- 24 км — река Куркавка (левый)[4] (54°40′27″ с. ш. 109°47′46″ в. д.HGЯO)
- 34 км — река Улур (левый)[5] (54°42′04″ с. ш. 109°54′36″ в. д.HGЯO)
- 40 км — река Тошольго (левый)[6] (54°40′43″ с. ш. 109°58′16″ в. д.HGЯO)

## Данные государственного водного реестра
По данным государственного водного реестра России и геоинформационной системы водохозяйственного районирования территории РФ, подготовленной Федеральным агентством водных ресурсов:
- Бассейновый округ — Ангаро-Байкальский
- Речной бассейн — бассейны малых и средних притоков средней и северной части озера Байкал
- Речной подбассейн — отсутствует
- Водохозяйственный участок — бассейны рек средней и северной части озера Байкал от восточной границы бассейна реки Ангара до северо-западной границы бассейна реки Баргузин[2].